# Steppin' Out!
Steppin' Out! è il primo album in studio del sassofonista statunitense Harold Vick, pubblicato nel 1963 dalla Blue Note Records.
Il disco fu registrato il 27 maggio 1963 al Van Gelder Studio di Englewood Cliffs, New Jersey (Stati Uniti).

## Tracce
Brani composti da Harold Vick, eccetto dove indicato
Lato A
1. Our Miss Brooks – 7:27
2. Trimmed in Blue – 6:10
3. Laura – 4:39 (David Raskin, Johnny Mercer)

Lato B
1. Dotty's Dream – 6:24
2. Vicksville – 5:39
3. Steppin' Out – 5:50

## Formazione
Musicisti
- Harold Vick – sassofono tenore
- Blue Mitchell – tromba
- Grant Green – chitarra
- ''Big'' John Patton – organo
- Ben Dixon – batteria[2]